# SS-Barackenlager Hahndorf
Das SS-Barackenlager Hahndorf (später umgangssprachlich „Hahndorfer Lager“) war ein Ausbildungslager der Waffen-SS, welches sich zwischen 1939 und 1945 nahe Hahndorf an der Verbindungsstraße zwischen dem Fliegerhorst Goslar und dem ehemaligen Rangierbahnhof Grauhof befand.
Dieses SS-Lager ist nicht zu verwechseln mit dem KZ-Außenlager des KZ Buchenwald, welches bis 1942 wenige hundert Meter südlich existierte.

## Entstehung und Ausstattung
Grundeigentümer der Flächen, die verwaltungsmäßig zum Gemeindegebiet von Hahndorf gehörten, war das Klostergut Riechenberg. Ab 1. August 1939 wurden die Flächen von der Klosterkammer Hannover an das Reich verpachtet. Darauf wurden 18 langgestreckte, etwa 55 Meter lange und rund 15 Meter breite sowie 4 etwas kleinere Baracken errichtet. Die Baracken waren teilweise unterkellert.
Auf der Südseite des Lagers befand sich im Keller der Küchenbaracke das zentrale Lagerheizwerk. Die Heizungsanlagen waren in einem etwa 6 bis 7 Meter tiefen Keller installiert. Die vier auf der Nordseite des Lagers gelegenen Baracken dienten zur Unterstellung des Fahrzeugparks und als Kfz-Werkstätten – daher verfügten sie über zahlreiche Montagegruben. Die übrigen Baracken dienten als Ausbildungs- und Unterkunftsgebäude. In der Nordwestecke des Lagerkomplexes befanden sich ein Wasserwerk sowie eine Kläranlage. Die auf der Westseite des Geländes gelegene Freifläche wurde als Exerzierplatz genutzt.

## Nutzung durch die Waffen-SS
In dem Lager war die Nachrichten-, Ersatz- und Ausbildungsabteilung 3 (NEA 3) der Waffen-SS stationiert. Die NEA 3 bestand aus dem Abteilungsstab, zwei Fernsprechkompanien, zwei Funkkompanien sowie einem Funkmeisterlehrgang und hatte eine Gesamtstärke von rund 1600 Mann. Die Einheit hatte die Aufgabe, die Fernsprechdivisionen der Waffen-SS mit ausgebildeten Fernsprechern, Funkern und Funkmeistern zu versorgen.

## Außenlager des KZ Neuengamme
Von 20. Oktober 1944 bis 25. März 1945 war in dem Lager zusätzlich ein Außenlager des KZ Neuengamme untergebracht. Auftraggeber war die SS-Bauleitung Goslar. Die 15 Häftlinge unterschiedlicher Nationalitäten mussten wahrscheinlich Bürotätigkeiten verrichten. Wohin die KZ-Häftlinge nach Aufgabe des Lagers am 25. März 1945 transportiert wurden, ist nicht bekannt.
Ein Häftling dieses Außenlagers, Henry Jens Sörensen, kam am 20. Oktober 1944 im Alter von 46 Jahren ums Leben. Vermutlich führte die überanstrengende körperliche Arbeit bei gleichzeitig zu kleinen Nahrungsrationen zu seinem Tod; er wurde auf dem Friedhof Hahndorf beerdigt. Dort erinnert an ihn eine steinerne Gedenktafel im Eingang des Friedhofs.

## Nutzung nach Kriegsende
Nach Kriegsende wurde das SS-Lager, nun umgangssprachlich „Lager Hahndorf“ genannt, als Notunterkunft für Ausländer genutzt. In den Baracken wurden 400 Schlafstellen untergebracht. Nach Schließung aller anderen Notunterkünfte im Stadtgebiet Goslar diente nur noch das Lager Hahndorf als zentrale Unterkunft für Staatenlose und ehemalige Zwangsarbeiter insbesondere aus dem osteuropäischen und baltischen Raum, später auch für gesellschaftlich randständig gewordene Familien. Ab 1947 verwaltete die Internationale Flüchtlingsorganisation IRO (International Refugee Organisation) das Lager (bis etwa 1950/51), anschließend wurde die Verwaltung wieder von deutschen Stellen übernommen.
Bereits unmittelbar nach dem Kriege bemühte sich eine polnische Lehrerin, die im Lager lebenden Kinder zu unterrichten. 1952 richteten zwei Lehrer dort eine eigene Schule ein.
Zum 15. Oktober 1965 wurde das Lager Hahndorf endgültig aufgelöst und das Gelände für viele Jahre sich selbst überlassen. Heute wird die Fläche an der Kreisstraße 32 von einem Recycling-Unternehmen genutzt.